# Fokas-søjlen
Fokas-søjlen er en søjle på Forum Romanum i Rom. Den står foran Rostraen og er rejst til minde om den byzantinske kejser Fokas 1. august 608 e. Kr.. Den er den sidste tilføjelse til Forum Romanum. Den kannelerede korinthiske søjle er 13,6 m høj og placeret på en sokkel af hvid marmor, og den er muligvis udført allerede i det 2. århundrede f. Kr.. Det kvadratiske murstensfundament var oprindeligt ikke synligt, men blev gravet fri i forbindelse med udgravninger i det 19. århundrede af brolægningen fra Augustus' tid.
Den eksakte anledning til denne æresbevisning er ukendt, selv om Fokas formelt havde doneret Pantheon til pave Bonaficius IV, som indviede den til alle hellige martyrer.
Oven på søjlens kapitæl lod Smaragdus, eksark af Ravenna, opstille en "blændende" forgyldt statue af Fokas. Men den stod der ikke ret længe: i oktober 610 blev Fokas, selv tronraner af ringe herkomst, forrådt og taget til fange, torteret, myrdet og sønderlemmet, og hans statuer blev ødelagt overalt.
Det er mere sandsynligt, at den forgyldte statue var et symbol på den kejserlige suverænitet over Rom, end at den viste pavens taknemmelighed. Den var snarere Smaragdus' personligte udtryk for taknemmelighed mod kejseren: Smaragdus var blevet hentet tilbage fra en langvarig landsforvisning og stod i gæld for genindsættelsen i Ravenna.
Søjlen blev genbrugt fra den oprindelige anvendelse som basis for en statue indviet til kejser Diocletian: Den tidligere inskription var mejslet væk for at give plads til den nuværende tekst.
Søjlen er bevaret på den plads, hvor den blev brugt til Fokas-statuen. Dens isolerede, fritstående placering mellem ruinerne har altid gjort den til et kendemærke på Forum, og den optræder ofte på vedutmalerier og stik. Terrænets hævning på grund af påfyldte kulturlag havde fuldstændigt begravet soklen i midten af det 18. århundrede, da Giuseppe Vasi og Giambattista Piranesi udførte kobberstik og raderinger af søjlen.